# Muraltia
Muraltia är ett släkte av jungfrulinsväxter. Muraltia ingår i familjen jungfrulinsväxter.

## Dottertaxa tillMuraltia, i alfabetisk ordning[1]
- Muraltia acerosa
- Muraltia acicularis
- Muraltia acipetala
- Muraltia aciphylla
- Muraltia alba
- Muraltia alopecuroides
- Muraltia alticola
- Muraltia angulosa
- Muraltia angustiflora
- Muraltia arachnoidea
- Muraltia aspalatha
- Muraltia aspalathoides
- Muraltia asparagifolia
- Muraltia barkerae
- Muraltia bolusii
- Muraltia bondii
- Muraltia brachyceras
- Muraltia brachypetala
- Muraltia brevicornu
- Muraltia caledonensis
- Muraltia calycina
- Muraltia capensis
- Muraltia carnosa
- Muraltia chamaepitys
- Muraltia ciliaris
- Muraltia cliffortiifolia
- Muraltia collina
- Muraltia commutata
- Muraltia comptonii
- Muraltia concava
- Muraltia crassifolia
- Muraltia curvipetala
- Muraltia cuspifolia
- Muraltia cyclolopha
- Muraltia decipiens
- Muraltia demissa
- Muraltia depressa
- Muraltia diabolica
- Muraltia dispersa
- Muraltia divaricata
- Muraltia dumosa
- Muraltia elsieae
- Muraltia empetroides
- Muraltia empleuridioides
- Muraltia ericifolia
- Muraltia ericoides
- Muraltia ferox
- Muraltia filiformis
- Muraltia flanaganii
- Muraltia gillettiae
- Muraltia guthriei
- Muraltia harveyana
- Muraltia heisteria
- Muraltia hirsuta
- Muraltia horrida
- Muraltia hyssopifolia
- Muraltia juniperifolia
- Muraltia karroica
- Muraltia knysnaensis
- Muraltia lancifolia
- Muraltia langebergensis
- Muraltia leptorhiza
- Muraltia lewisiae
- Muraltia lignosa
- Muraltia longicuspis
- Muraltia macowanii
- Muraltia macrocarpa
- Muraltia macroceras
- Muraltia macropetala
- Muraltia minuta
- Muraltia mitior
- Muraltia mixta
- Muraltia montana
- Muraltia muirii
- Muraltia muraltioides
- Muraltia mutabilis
- Muraltia namaquensis
- Muraltia obovata
- Muraltia occidentalis
- Muraltia ononidifolia
- Muraltia orbicularis
- Muraltia origanoides
- Muraltia oxysepala
- Muraltia pageae
- Muraltia paludosa
- Muraltia pappeana
- Muraltia pauciflora
- Muraltia pillansii
- Muraltia plumosa
- Muraltia polyphylla
- Muraltia pottebergensis
- Muraltia pubescens
- Muraltia pungens
- Muraltia rara
- Muraltia rhamnoides
- Muraltia rigida
- Muraltia rosmarinifolia
- Muraltia rubeacea
- Muraltia salsolacea
- Muraltia satureioides
- Muraltia saxicola
- Muraltia schlechteri
- Muraltia scoparia
- Muraltia serpylloides
- Muraltia serrata
- Muraltia spicata
- Muraltia spinosa
- Muraltia splendens
- Muraltia squarrosa
- Muraltia stenophylla
- Muraltia stipulacea
- Muraltia tenuifolia
- Muraltia thunbergii
- Muraltia thymifolia
- Muraltia trinervia
- Muraltia vulnerans
- Muraltia vulpina